# Diospyros lotus
Diospyros lotus es una especie del género Diospyros ampliamente cultivada. Es originaria de la zona subtropical del suroeste de Asia y del sureste de Europa, y una de las plantas cultivadas desde más antiguo.

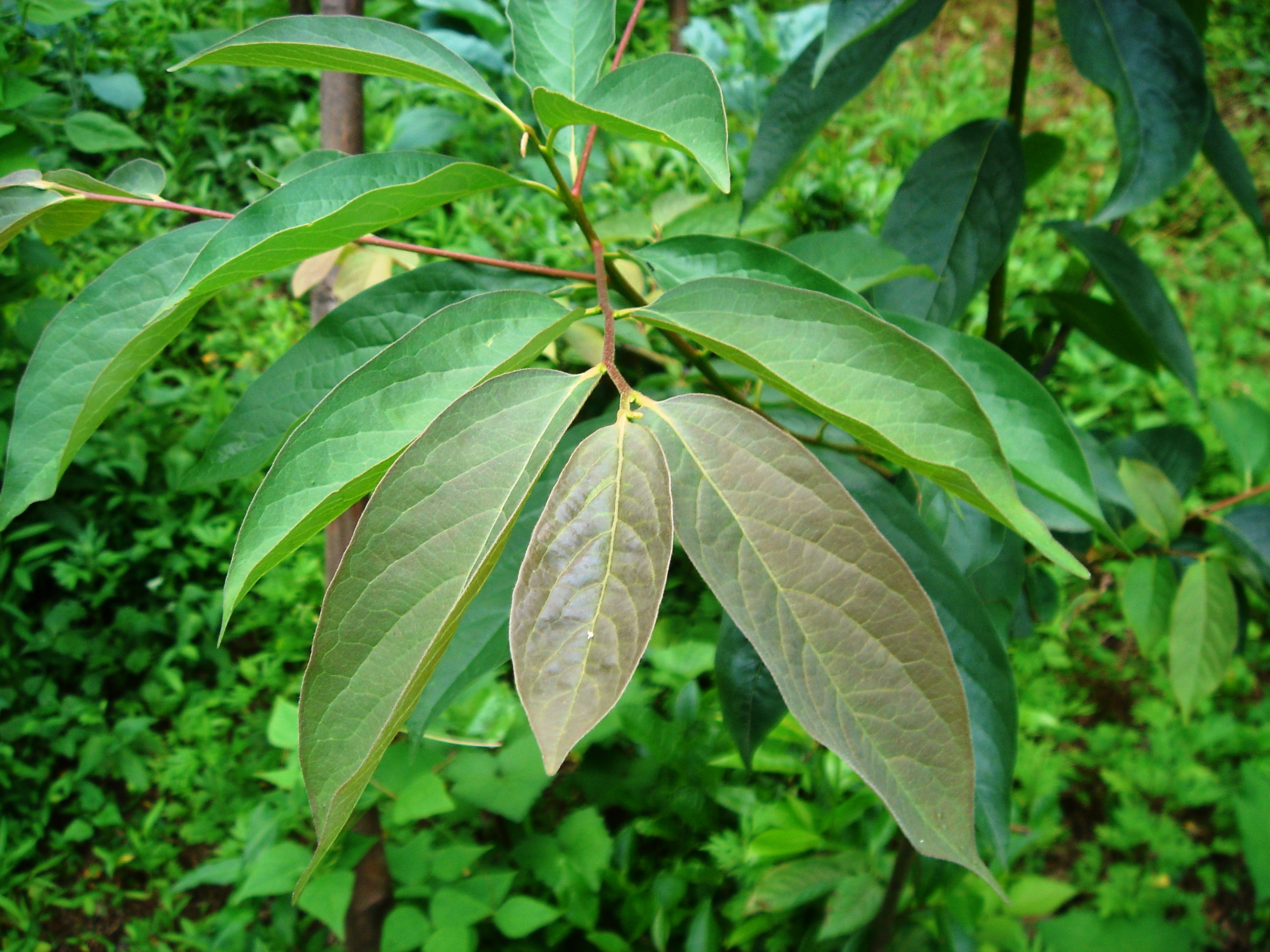
Hojas de D. lotus

## Distribución y ecología
La especie se extiende desde el este de Asia hasta el oeste de Europa. En la antigua Grecia se le conocía como «la fruta de los dioses», o a menudo citado como «dulce de la naturaleza» o Dios pyros (literalmente ‘el trigo de Zeus’), de ahí proviene el nombre científico de su género. En inglés se le llama Date-plum (‘dátil-ciruela’) a su vez derivado del persa, en que se denomina khormaloo خرمالو también con el mismo significado, por el sabor de sus frutos que recuerdan a estas dos frutas. 
Se ha sugerido que su fruta podría ser el loto mencionado en la obra clásica la Odisea: «Les dieron a comer loto, y cuantos probaban el fruto del mismo, dulce como la miel, ya no querían llevar noticias ni volverse; antes deseaban permanecer con los lotófagos, comiendo loto».
El árbol crece en las zonas bajas y medias de las zonas de montaña, en el Cáucaso normalmente hasta unos 600 m de altitud. En Asia Central llega hasta los 2000 m. No es exigente en la calidad del suelo donde se desarrolla, puede crecer en pendientes rocosas, pero requiere sitios soleados, suele tener los troncos limpios de ramas. 
Se cultiva dentro de sus límites naturales de distribución así como en EE. UU. y el norte de África.

## Descripción

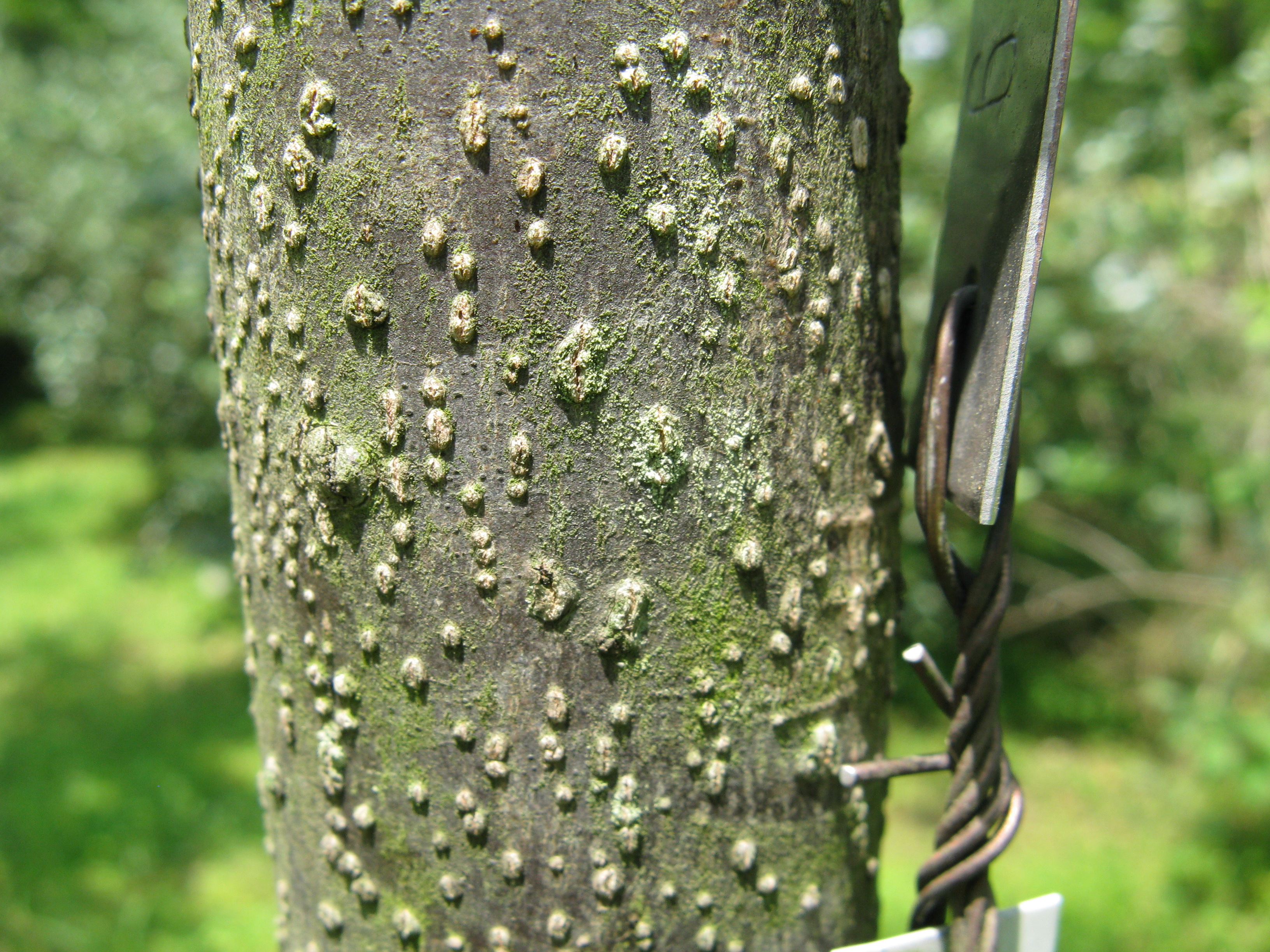
Detalle del tronco de D. lotus

Es un árbol de hasta 30 m de altura con una corteza que se cae según va envejeciendo. Las hojas son brillantes, coriáceas, de forma ovalada con extremos puntiagudos, de entre 5 y 15 cm de largo y unos 6,3 cm de ancho. Las flores son pequeñas y de color verdoso, que florecen entre junio y julio en el hemisferio norte. Los frutos son bayas con carne jugosa, amarillo cuando madura, de 1-2 cm de diámetro. Las semillas tienen la piel fina y un endospermo muy duro.

## Usos

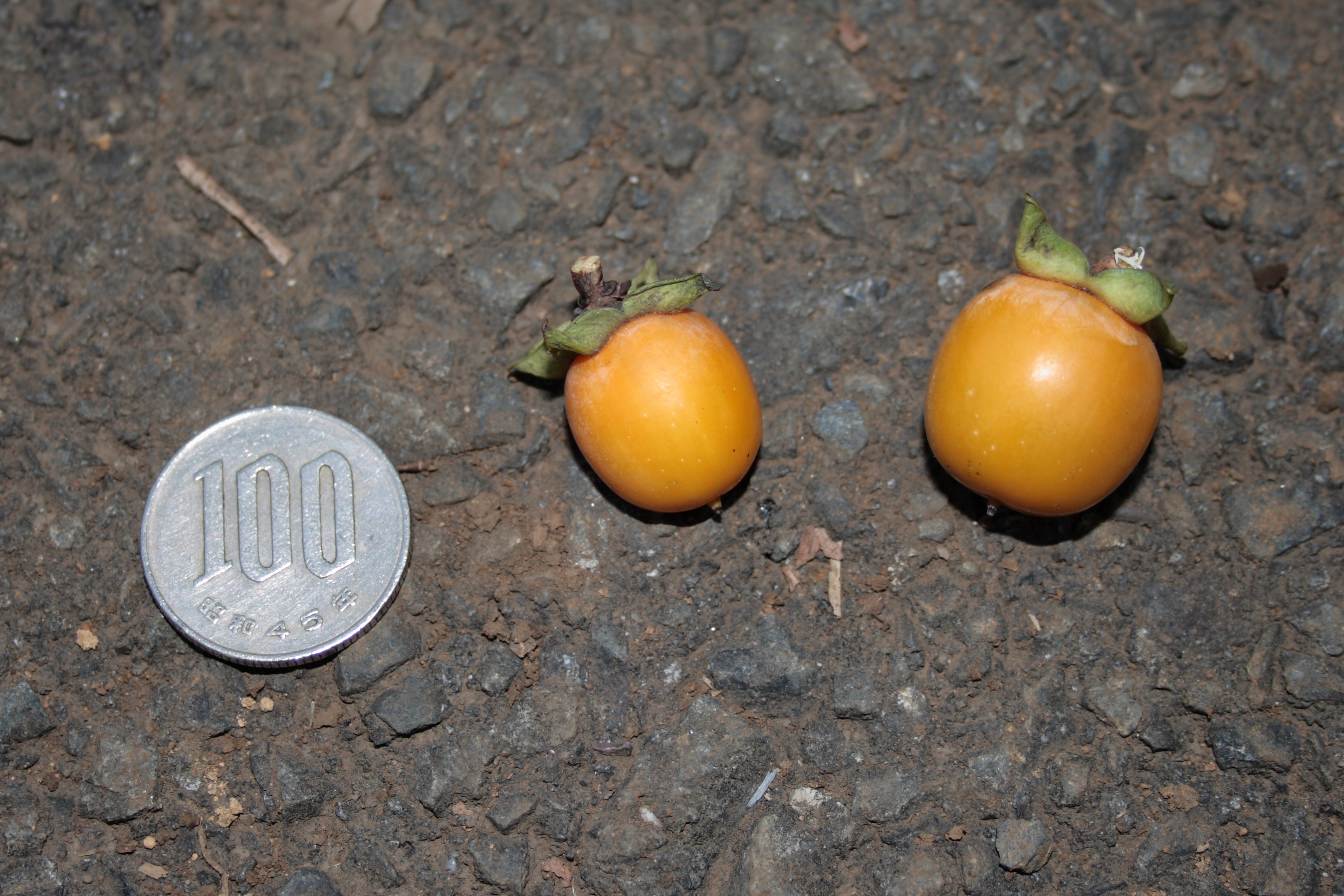
Frutos de D. lotus

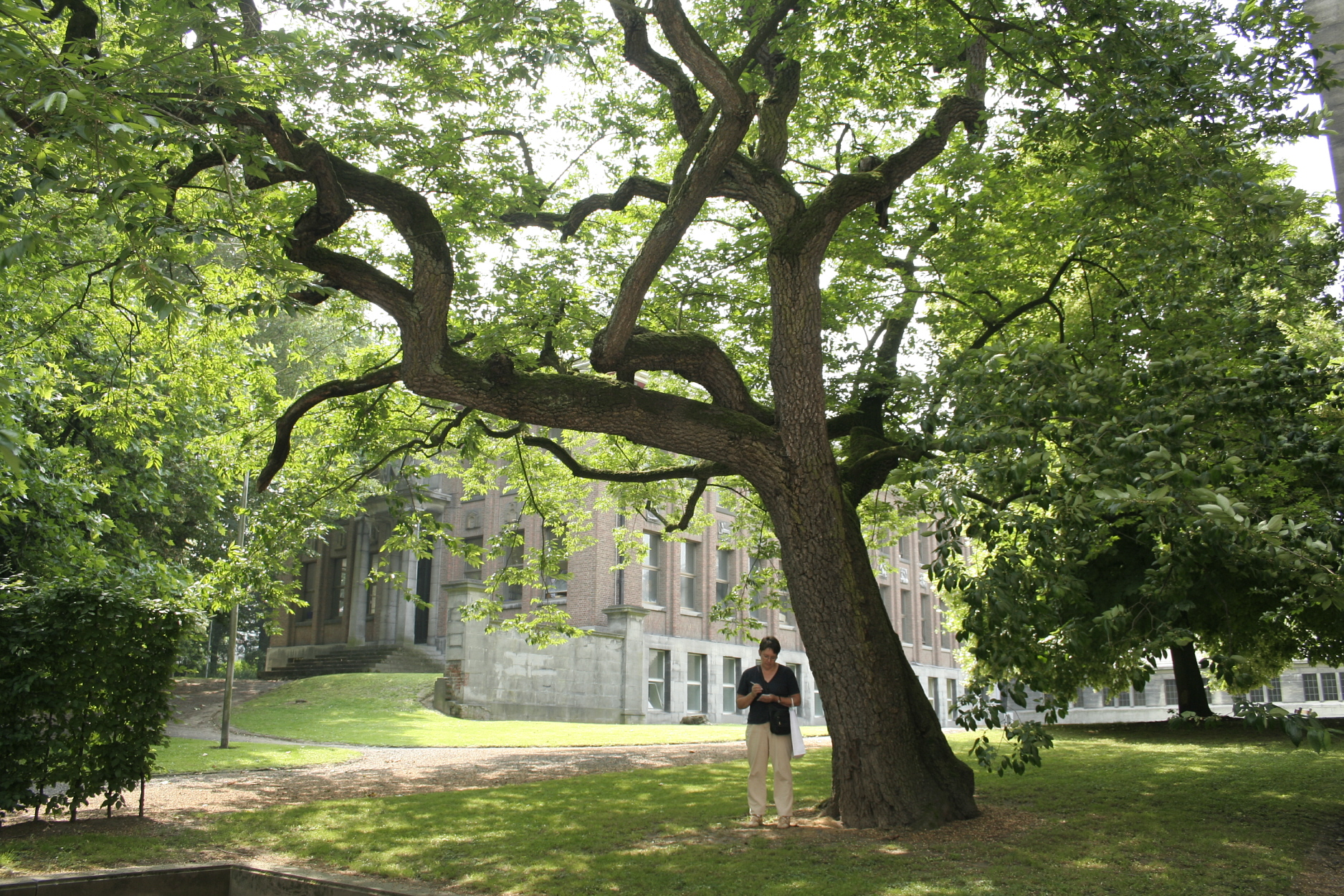
Vista del árbol

Sus frutos son comestibles conteniendo grandes cantidades de azúcares, ácido málico, y vitaminas. Se consume en fresco o como fruta desecada. Al desecarla y congelar los frutos su astringencia desaparece.
También se utiliza como portainjerto en el cultivo del caqui.

## Taxonomía
Diospyros lotus fue descrita por Carlos Linneo  y publicado en Species Plantarum 2: 1057. 1753.
Etimología
Diospyros: nombre genérico que proviene del griego διόσπυρον, un compuesto de Διός ‘de Zeus’ y πυρός ‘trigo, grano’, por lo que significa originalmente "trigo de Zeus". Los autores de la antigüedad usaron el vocablo con sentidos diversos: Teofrasto menciona un dióspyros –un árbol con pequeños frutos comestibles de huesecillo duro– que, según parece, es el almez (Celtis australis L., ulmáceas); Plinio el Viejo y Dioscórides lo usaron como otro nombre del griego lithóspermon (de λίθος líthos ‘piedra’ y σπέρμα spérma ‘semilla’), que habitualmente se identifica con el Lithospermum officinale L. (boragináceas). Linneo tomó el nombre genérico de Dalechamps, quien llamó al Diospyros lotus «Diospyros o haba griega, de hoja ancha».
lotus: epíteto
Sinonimia
- Dactylus trapezuntinus Forssk.
- Diospyros calycina Dippel
- Diospyros mediterranea Oken
- Diospyros microcarpa Siebold
- Diospyros umlovok Griff.[8]

## Nombre común
- Castellano: guayacana, guayacán africano (2), lodoñero, lodoñero africano, loto africano, palo santo (4), árbol de San Andrés (la cifra entre paréntesis indica la frecuencia de uso del vocablo en España),[9]